# Мачулища
Мачу́лища —  село в Україні, у Новослобідській сільській громаді Конотопського району Сумської області. Населення становить 302 осіб. До 2020 орган місцевого самоврядування — Мачулищанська сільська рада.

## Географія
Село Мачулища знаходиться на лівому березі річки Берюшка, вище за течією на відстані 1 км розташоване село Уцькове, нижче за течією примикає село Вощинине.

## Історія
12 червня 2020 року, відповідно до розпорядження Кабінету Міністрів України № 723-р «Про визначення адміністративних центрів та затвердження територій територіальних громад Сумської області», село увійшло до складу Новослобідської сільської громади.
19 липня 2020 року, в результаті адміністративно-територіальної реформи та ліквідації Путивльського району, увійшло до складу новоутвореного Конотопського району.

## Галерея

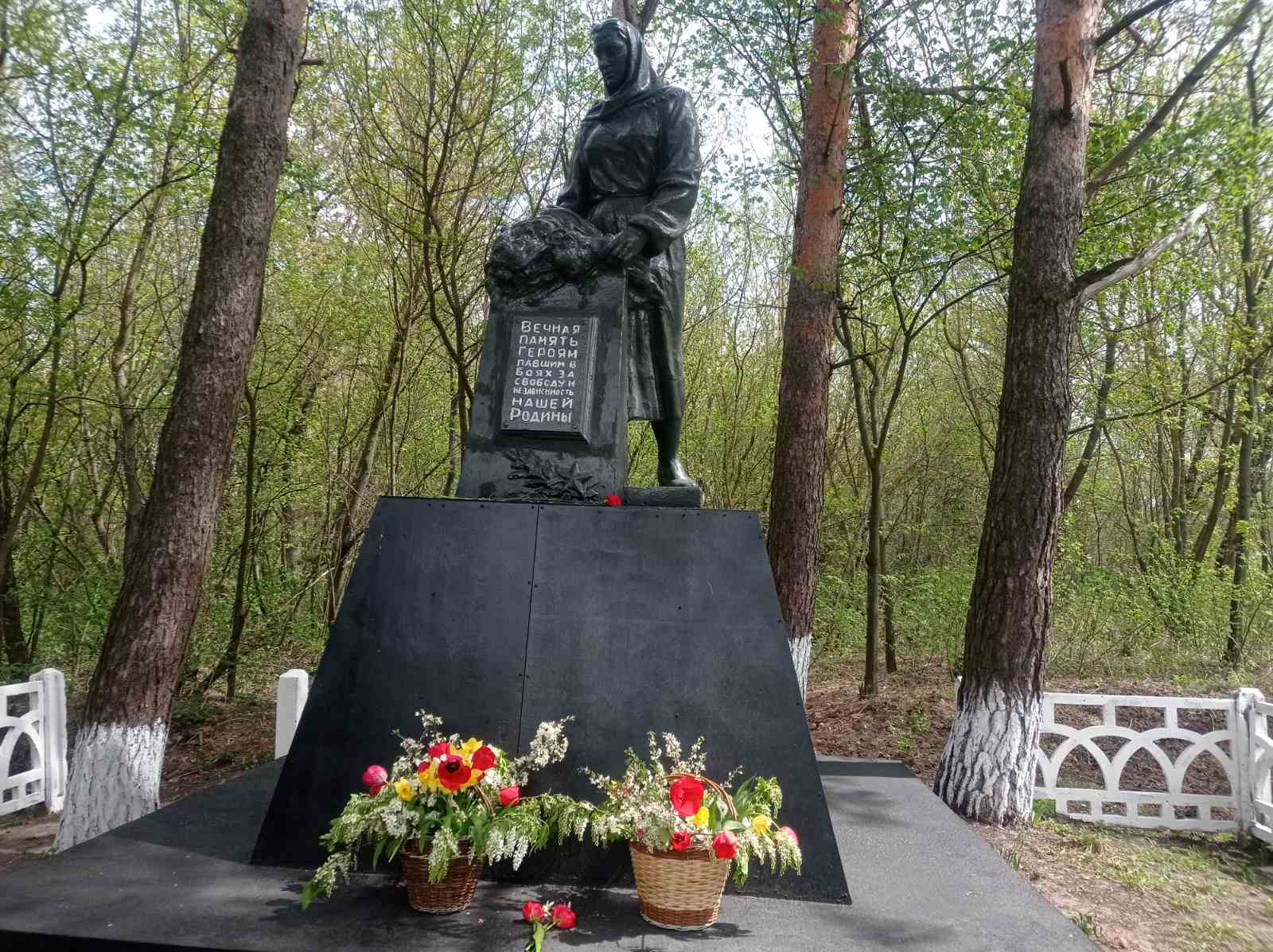
Братська могила радянських воїнів (1958)

## Цікаві факти
Традиція замочування яблук у селі Мачулища внесено до переліку нематеріальної культурної спадщини Сумської області.
Брали яблука зимових твердих соковитих сортів Антонівка або Пепінка. Мили. Завчасно готували посуд, обов’язково дерев’яний. Це була діжка або бодня, називали по різному. Низ діжки застеляли житньою соломою, викладали шар яблук, зверху – листя малини, вишні, смородини, потім знов яблука. Так повторювали до самого верху діжки. Застеляли все знову житньою соломою та заливали водою.
На 10 літрову діжку в теплій воді (1 л.) розчиняли ложку з верхом солі, та маленьку склянку цукру (звісно цукор, з’явився вже пізніше, а спочатку був мед, якщо будете класти мед  то велику склянку). Цей розчин виливали в яблука, доливали діжку водою, так щоб яблука були вкриті розчином. Накривали гнітом й давали настоятись. Два три дні яблука стояли при кімнатній температурі, потім діжку виносили у погріб. Дуже смачні та запашні яблука. Так в зиму до нас приходило літо, я з ним незамінні вітамінчики.